# Станишић (презиме)
Станишић је презиме које се среће код Срба, Црногораца и Хрвата.
Познати људи са овим презименом су:
- Јосип Станишић, хрватски фудбалер
- Јовица Станишић, српски обавештајац
- Саша Станишић, босански немачки писац
- Страхиња Станишић, српски алпски скијаш